# Agri decumates
Agri Decumates ali  Decumates Agri (slovensko Dekumatska polja) je bila regija v rimskih provincah Gornja Germanija in Retija, ki je obsegala Schwarzwald ter  Švabsko in Frankonsko Juro med rekami Ren, Majna in Donava. Ozemlje zdaj spada v Nemčijo in vključuje mesta Frankfurt, Stuttgart in Freiburg v Breisgauu ter  Weißenburg na Bavarskem. 
Ime Agri Decumates je omenjeno samo enkrat v Tacitovi knjigi Germanija, poglavje 29. Kasnejši geograf Klavdij Ptolemaj to ozemlje omenja kot »helvetsko puščavo«. Pomen besede decumates se je izgubil in je predmet razprav. Po mnenju angleškega klasicista Michaela Granta bi beseda lahko bila keltska in pomenila politično delitev tega ozemlja na "deset kantonov". Druga teorija pravi, da naziv izhaja imena prebivalcev tega ozemlja.
Po Tacitu so bili na tem ozemlju prvotno naseljeni keltski Helveti, ki so jih kmalu izrinili germanski in galski priseljenci:
"Med nemška plemena ne bi smel šteti obdelovalcev desetinskih zemljišč [agri decimates], čeprav so naseljeni na drugi strani Rena in Donave. Nepremišljeni pustolovci iz Galije, opogumljeni zaradi pomanjkanja, so zasedli to deželo vprašljivega lastništva. Čez nekaj časa, ko so se naša  meja in naši vojaški položaji pomaknili naprej, je ozemlje veljalo za oddaljen kotiček našega cesarstva in del rimske province".
Pod Flavijci in kasnejšimi cesarji so oblast v regiji imeli Rimljani in jo naselili. Za svojo vojsko so zgradili mrežo cest in izboljšali obrambo pred napadalskimi plemeni, ki so preko tega ozemlja vdirala v rimske galske province. Obmejne utrdbe (limes Germanicus) so bile zgrajene na črti Rheinbrohl—Arnsburg—Inheiden—Schierenhof—Gunzenhausen—Pförring.
Vekika rimska naselja v pokrajini so bila Sumolecenna (Rottenburg am Neckar), Civitas Aurelia Aquensis (Baden-Baden), Lopodunum (Ladenburg) in Arae Flaviae (Rottweil).
Rimljani so v Agri Decumates vladali do sredine 3. stoletja, ko se je cesar Galien (vladal 259–260) umaknil pred napadi Alemanov. Večino zahodnega dela Rimskega cesarstva je prisvojil "uzurpator in vladar" Postum.
Cesar Avrelijan (vladal 270–275) je morda regijo za kratek čas ponovno zasedel  med ponovnim rimskim vzponom v poznem 3. stoletju pod tako imenovanimi "vojaškimi" cesarji. Tudi če se je to resnično zgodilo, je bila ponovna vzpostavitev rimske oblasti kratka. Po smrti cesarja Proba (282) je bila regija dokončno opuščena in oblast so prevzeli Alemani. V regijo so se naselila germanska ljudstva, vendar rimska naselja niso bila takoj zapuščena. Obstajajo dokazi, da se je rimski način življenja nadaljeval tudi v 5. stoletju, podobno kot so se rimski vzorci nadaljevali v sosednji Galiji še dolgo po propadu Zahodnega rimskega cesarstva.
J. G.F. Hind je domneval, da so se rimski prebivalci preselili na ozemlje zahodno od Rena med rekama Ren in Saar med sedanjima mestoma  Mainz in Metz.